# Gabinete de Quintana Roo

Secretarias de Estado de Quintana Roo.

La Administración Pública del Estado tendrá a su cargo la prestación de los servicios públicos que las leyes establezcan. Dicha prestación sólo podrá concesionarse en los términos, modalidades, condiciones y mediante las formalidades que expresamente determinen los ordenamientos y disposiciones legales que los regulen. Para los efectos de esta ley, se entiende por servicio público la actividad organizada que se realice conforme a las leyes vigentes en el Estado, con el fin de satisfacer en forma continua, uniforme, regular y permanente, necesidades de carácter colectivo.
Para el estudio, atención y despacho de los asuntos que le competen, el gobernador del Estado contará con las unidades de asesoría, apoyo técnico, jurídico y de coordinación que disponga o que considere necesarios, de conformidad con su capacidad presupuestal, esto es Las Secretarias de Estado.

## Principales Características
- Los titulares de las unidades serán designados y removidos libremente por el gobernador del Estado y ejercerán sus funciones por acuerdo y conforme a las indicaciones del mismo. Las unidades contarán con las áreas administrativas necesarias para su buen desempeño que autorice el Titular del Ejecutivo con base en el presupuesto respectivo.
- Al frente de cada Secretaría habrá un titular a quien se denomina Secretario, designado por el gobernador del Estado en términos de las leyes respectivas. Se auxiliará de los subsecretarios, directores generales, directores de área, subdirectores, jefes de unidad departamental, jefes de oficina y demás servidores públicos que establezcan los reglamentos interiores respectivos y otras disposiciones legales.
- Tendrán las atribuciones que se señalen en esos ordenamientos y las que les asignen el Gobernador del Estado y el Secretario del que dependan.
- Los titulares de las dependencias a que se refiere esta Ley, no podrán desempeñar ningún otro puesto, empleo, cargo o comisión, salvo los relacionados con la docencia y aquellos que, por estar directamente relacionados con las funciones que les correspondan, sean expresamente autorizados por el Gobernador del Estado, siempre que por estos últimos no se perciba sueldo o remuneración económica alguna.

## Requisitos para ser Secretario de Estado en Quintana Roo
Para ser titular de las dependencias del Ejecutivo a que se refiere esta ley, se requiere:
- Ser ciudadana o ciudadano mexicano, mayor de veintiún años, en pleno goce de sus derechos políticos.
- Ser nativo o nativa de la entidad o tener residencia efectiva no menos de cinco años en el Estado.
- Tener un modo honesto de vivir.

## Elección del procurador de Justicia
El gobernador nombrará al procurador de Justicia, sin embargo, dicho nombramiento deberá ser aprobado o rechazado por la Legislatura o la Diputación Permanente, en su caso, conforme al procedimiento previsto en la Ley Orgánica de la Procuraduría General de Justicia del Estado y rendirá ante el órgano respectivo la protesta de ley para entrar en el ejercicio de su encargo.
Sometido a la aprobación de la Legislatura o de la Diputación Permanente, en su caso, el nombramiento de procurador, será aprobado o desechado en el improrrogable término de diez días naturales. Transcurrido ese término sin que nada resolviere el órgano legislativo correspondiente, se tendrá por aprobado el nombramiento y el designado entrará en el ejercicio de sus funciones previa la protesta de ley ante el órgano respectivo.
Si fuere desechado el nombramiento, se procederá a realizar otro y si también fuere desechado, no se realizará uno nuevo, sino hasta iniciado el próximo período ordinario de sesiones. En tanto, continuará en el ejercicio de sus funciones el titular a sustituir, a menos que esté imposibilitado legalmente para hacerlo, y en este último caso, se desempeñará interinamente el que siga en el orden de designación, conforme a lo dispuesto por la 'Ley Orgánica de la Procuraduría General de Justicia del Estado.
Una vez aprobado por la Legislatura o la Diputación Permanente, en su caso, el nombramiento del procurador general de Justicia, queda sujeto a su ratificación posterior en los términos que al efecto establezca la Ley Orgánica de la propia Procuraduría.
- Para ser titular de la Procuraduría General de Justicia, se deberán cumplir los requisitos que establece el Artículo 96 de la Constitución Política del Estado y lo previsto en este artículo. Cada dependencia encabezará el sector que determinen las políticas y lineamientos del Gobernador del Estado.
- Para desempeñar los cargos de subsecretario, director general, director de Área, subdirector, así como niveles intermedios entre éstos, dentro de la administración pública central, y sus equivalentes en la administración pública paraestatal, independientemente del nombre del puesto que se les atribuya, se deberán satisfacer los mismos requisitos previstos en el artículo anterior para el caso de los titulares de las dependencias del Ejecutivo.

## Funciones y Atribuciones
Corresponde a los titulares de las Dependencias de la Administración Pública Central, además de las atribuciones que expresamente les confiere esta ley, las siguientes de carácter común:
- Instrumentar y coordinar los sistemas de programación, evaluación institucional en el Sector de su responsabilidad y asegurar su vinculación con el Sistema y el Plan Estatal de Desarrollo. Asimismo, integrar la información técnica para la instrumentación y desarrollo de los programas y actividades a su cargo, procurando la aplicación de las políticas de informática establecidas y el uso racional de la infraestructura respectiva.
- Colaborar con las dependencias globalizadoras de la Administración Pública Estatal en la instrumentación, supervisión y control de los presupuestos de ingresos y egresos, y promover la interrelación de los programas del sector de su responsabilidad con los programas similares de la Administración Pública Federal, en la entidad. Igualmente con respecto a la administración que se desarrollen municipal.
- Promover y asegurar el cumplimiento de los programas correspondientes a su ramo, tanto los de la dependencia como los de los órganos desconcentrados y organismos descentralizados agrupados a su sector, asimismo, colaborar con las demás dependencias en la ejecución y vigilancia de los programas multisectoriales.
- Asistir, supervisar, asesorar y dar apoyo técnico, sobre los asuntos a su cargo, a los órganos desconcentrados y a las entidades paraestatales bajo su coordinación; asimismo, a los diversos órdenes y niveles de gobierno; a los sectores social y privado, y a los particulares.
- Evaluar periódicamente los programas de su competencia; así como acordar con el gobernador del Estado, el despacho de los asuntos encomendados a la Dependencia; además recibir en acuerdo ordinario a los titulares de los órganos administrativos subordinados y en acuerdo a cualquier funcionario.
- Proponer al ejecutivo estatal iniciativas y proyectos de reforma y actualización de las disposiciones jurídicas de su competencia, para el mejor desempeño de las funciones encomendadas a la dependencia.
- Suscribir los documentos relativos al ejercicio de sus atribuciones y aquellos que sean señalados por delegación o le corresponda por suplencia.
- Promover y dar seguimiento a las demandas jurisdiccionales que tengan por objeto la defensa de los intereses de la propia dependencia; rendir los respectivos informes previos y justificados en los juicios de amparo en que tenga el carácter de autoridad responsable; y conocer y resolver los recursos administrativos que le sean interpuestos cuando legalmente procedan.
- Apoyar al Gobernador del Estado, en la adecuación, operación y retroalimentación de los consejos consultivos de participación social, vinculados con el sector de su responsabilidad.
- Elaborar y expedir los manuales de organización y administrativos y dictar las medidas necesarias para el desarrollo de sus actividades.
- Desempeñar las comisiones que el gobernador del Estado les encomiende y mantenerlo informado sobre el desarrollo de sus actividades.
- Promover, contribuir y cooperar en coordinación con las dependencias competentes, en la profesionalización del personal y en la modernización de los servicios y funciones a su cargo.
- Administrar 'los recursos humanos, financieros y materiales asignados a la dependencia, con sujeción a las políticas y normatividad que determine el ejecutivo del Estado.
- A más tardar el día treinta de septiembre de cada año, entregar a la dependencia competente el proyecto de presupuesto de egresos del área de su responsabilidad, para el ejercicio fiscal del siguiente año, a efecto de que se proceda a la elaboración del proyecto de Iniciativa correspondiente.
- Tramitar en coordinación con la Oficialía Mayor lo relacionado con los nombramientos, ratificaciones, remociones, renuncias y licencias del personal a su cargo.
- Las demás que le encomienden expresamente las leyes, reglamentos y el gobernador del Estado.
- Están obligadas a coordinar sus actividades; a proporcionarse la información necesaria cuando el ejercicio de las funciones así lo requiera; y a reconocerse entre sí los actos que realizan.
- Los titulares de las dependencias a que se refiere esta Ley, podrán delegar en los funcionarios de las mismas cualquiera de sus facultades, salvo aquellas que la Constitución Política del Estado Libre y Soberano de Quintana Roo, las leyes y reglamentos dispongan que deben ser ejercidas directamente por ellos.
- Vigilar el adecuado desempeño de la Administración Pública del Estado, para asegurar el cumplimiento de las instrucciones y criterios generales dictados por el Ejecutivo, así como las atribuciones que esta Ley les señale.

## Secretarías de Estado en Quintana Roo
De acuerdo con el artículo 19 de la Ley Orgánica de la Administración Pública del estado, para el despacho, estudio y planeación de los asuntos que correspondan a los diversos ramos de la Administración Pública del Estado, auxiliarán al Titular del Poder Ejecutivo, las siguientes dependencias:
- Secretaría de Gobierno
- Secretaría de Planeación y Desarrollo Regional
- Secretaría de Hacienda
- Secretaría de Desarrollo Urbano y Medio Ambiente
- Secretaría de Desarrollo Económico
- Secretaría de Desarrollo Agropecuario, Rural e Indígena
- Secretaría de Desarrollo Social
- Secretaría de Educación
- Secretaría de Cultura
- Secretaría de Salud
- Secretaría de Turismo
- Secretaría de la Contraloría
- Oficialía Mayor de Gobierno
- Secretaría de Infraestructura y Transporte
- Secretaría de Seguridad Pública
- Secretaría de Trabajo y de Prevención Social